# Bibliothek der Bundesanstalt für Agrarwirtschaft
Die Bibliothek der Bundesanstalt für Agrarwirtschaft ist eine  Spezialbibliothek für den Bereich Agrarwirtschaft, welche der österreichischen Bundesanstalt für Agrarwirtschaft und Bergbauernfragen untersteht. Sie ist eine öffentlich zugängliche wissenschaftliche Bibliothek und befindet sich im Amtsgebäude Marxergasse 2 in Wien.
2013 verfügte die Bibliothek über rund 52.000 Bände, 422 laufende Zeitschriften und etwa 262 Serien (Jahrbücher, Tätigkeitsberichte, Grüne Berichte, nationale und internationale Agrarstatistiken). Jährlich kommen rund 600 Titel hinzu, davon sind etwa 500 Monographien. Fachpublikationen werden regelmäßig mit 140 in- und ausländischen Institutionen ausgetauscht, über den OPAC der Bibliothek stehen etwa 68.000 Titel zur Verfügung, davon mehr als die Hälfte Zeitschriftenaufsätze.